# 马尔库斯·洛希
马尔库斯·萨穆利·洛希（芬蘭語：Markus Samuli Lohi，1972年6月16日—）为现任芬兰国会议员，芬兰拉普兰区理事会主席。他是芬兰中间党成员。

## 生平
马尔库斯·萨穆利·洛希生于芬兰豪基普達斯市镇的一个企业家家庭，毕业于芬兰拉普兰大学法律系。

## 从政经历
洛希于1997－2008年期间为罗瓦涅米市议会成员。现如今，同时担任芬兰公司"Joutsen Media"董事会成员，也是芬兰组织"Huoltoliito ry"的理事会主席。自2007年起，成为芬兰罗瓦涅米网络公司主席，并在2005年成为罗瓦涅米能源公司董事长。
在2011年国会选举中，在拉普兰选区被选中作为芬兰国会议员，并在2015年再次当选。

## 对华关系
洛希曾在2014年和2016年对中国黑龙江省以及四川省进行友好访问。